# Дебелянови (Копривщица)
Родът Дебелянови е семейство от град Копривщица, в което е роден „най-нежният български лирик“, Динчо Дебелянов.
Вельо и Иван Дебелянови (1839 – 1895) са двама братя абаджии, баща и чичо на Димчо Дебелянов. Ходели по търговски дела на гурбет за да продават изработените през пролетта и лятото аби, като стигали дори до Анадола за тази цел. Купуват вълна и после я продават на различни домакини, а произведения шаяк употребяват за покупко-продажби в Сърбия или Одрин. Работят и живеят заедно, под един покрив в копривщенската им къща, която поделят по братски. Според жребия лявата половина се пада на Вельо. Когато се извършва Съединениението на България, нещата започватда се променят. В Османската империя вече е трябвало да се влезе със специално позволително, а пък на стоките започнало да се налага мито. От така наложили им се съображения двамата братя ограничават търговията си само около най-близкия, Одрински вилает – Кешан, Малгара и Хайроболу.